# John Crawford III
Pour les articles homonymes, voir John Crawford et Crawford.
John Crawford III est un homme afro-américain né le 29 juillet 1992 qui a été abattu le 5 août 2014 par l'officier de police de Beavercreek Sean Williams, dans un magasin Walmart à Beavercreek, Ohio, près de Dayton, alors qu'il tenait un pistolet BB,,,,.
Un grand jury a refusé de mettre en accusation les deux policiers impliqués. Le meurtre de Crawford a conduit à des protestations, dont certaines organisées par les mouvements National Association for the Advancement of Colored People (NAACP) et Black Lives Matter. Le président de la branche de Dayton de la NAACP, Derrick Foward, appelle le département américain de la Justice à enquêter sur l'affaire. La NAACP Dayton a organisé une réunion avec le sénateur américain Sherrod Brown avec son troisième vice-président Tom Roberts, les représentants de l'État Roland Winburn et Fred Strahorn, le 'Recorder du comté de Montgomery ' Willis Blackshear, les pasteurs William Schooler, PE Henderson, Corey Cunningham et Michelle Roberts, pour discuter de l'affaire John Crawford III.
Des poursuites pour négligence et mort injustifiée ont été intentées contre Walmart et la ville de Beavercreek. Le 13 mai 2020, la ville de Beavercreek a annoncé qu'elle paierait 1,7 million de dollars, la famille Crawford acceptant en échange d'abandonner sa plainte pour décès injustifié.

## La fusillade
Crawford a ramassé une carabine à air comprimé BB / à plombs non emballée dans la section des articles de sport puis a continué ses achats dans le magasin. Un autre client, Ronald Ritchie, a appelé le 911, affirmant que Crawford pointait le pistolet sur d'autres clients. Les images de la caméra de sécurité ont montré que Crawford parlait sur son téléphone portable et tenait l'arme factice pendant qu'il faisait ses courses, mais qu'à aucun moment il ne l'a pointée sur qui que ce soit. Après la diffusion des images de la caméra de sécurité, Ritchie est revenu sur sa déclaration qui a conduit à la fusillade mortelle et a déclaré : « À aucun moment il n'a porté le fusil et l'a pointé sur quelqu'un », tout en affirmant que Crawford « agitait l'arme ». Deux agents de la police de Beavercreek sont arrivés au Walmart peu de temps après que leur répartiteur les a informés de la présence d'un « individu avec une arme à feu » dans la zone de fournitures pour animaux de compagnie du magasin. Sean Williams, l'un des deux policiers qui sont arrivés, a tiré sur Crawford au bras et à la poitrine. Crawford a ensuite été déclaré mort à l'hôpital Miami Valley de Dayton.
Une deuxième personne, Angela Williams, est décédée des suites d'une crise cardiaque alors qu'elle fuyait la fusillade. Sa mort a été jugée homicide (ce qui signifie légalement seulement que la mort est le résultat direct des actions d'un autre et n'implique aucune culpabilité ou responsabilité de la part de quiconque). Plus tard, en 2016, le fils de William, Travis Williams, a eu une crise cardiaque alors qu'il nageait dans le lac Madison à Trotwood, en Ohio. Il était alors étudiant en deuxième année au lycée.

### Compte-rendu de la police
Selon les premiers témoignages des officiers, Crawford n'a pas répondu aux ordres verbaux de laisser tomber le pistolet BB et de s'allonger sur le sol, et a finalement commencé à bouger en donnant l'impression de tenter de fuir. Croyant que le pistolet BB était une véritable arme à feu, l'un des policiers a tiré deux coups de feu dans le torse et le bras de Crawford. Il est décédé de ses blessures peu de temps après,.

### Enregistrer la vidéo
La scène a été enregistrée par la caméra vidéo de sécurité du magasin. Crawford parlait sur son téléphone portable tout en tenant la carabine BB / Pellet lorsqu'il a été abattu par Williams. Selon sa mère, la vidéo montre que les policiers ont tiré immédiatement, sans sommations et sans donner à Crawford le temps de se défaire du pistolet BB même s'il les avait entendus.

## Conséquences
Le Guardian a révélé en décembre qu'immédiatement après la fusillade, la police avait interrogé de manière agressive la petite amie de Crawford, Tasha Thomas, la menaçant de prison. L'interrogatoire l'a fait sangloter de façon incontrôlable, notamment en raison de questions hostiles suggérant qu'elle était ivre ou droguée lorsqu'elle a déclaré que Crawford n'était pas entrée dans le magasin avec une arme à feu. Elle n'était pas encore au courant de la mort de Crawford au moment de l'interrogatoire,. Tasha Thomas est décédée dans un accident de voiture plusieurs mois plus tard,,.
À la suite de la fusillade, un grand jury a décidé de ne mettre en accusation aucun des policiers impliqués pour meurtre, homicide téméraire ou homicide par négligence,. Le ministère de la Justice (DoJ) a mené sa propre enquête,,. Sean Williams, l'officier qui a tiré sur Crawford, a été relevé de ses fonctions normales jusqu'à la fin de l'enquête du ministère. Le ministère de la Justice a finalement décidé de ne pas mettre en accusation le policier.
La mère de Crawford estime que la bande de surveillance montre que la police a menti dans son récit des événements. Participant à une marche « Justice pour tous », elle a réaffirmé sa conviction que la mort de son fils était un meurtre. La famille a déposé une plainte pour mort injustifiée contre Walmart et le service de police de Beavercreek,.
La représentante de l'État de l'Ohio, Alicia Reece, a proposé une « loi John Crawford », qui imposerait un changement dans l'apparence des armes-jouets afin d'éviter d'autres tragédies similaires.
La famille a créé une pétition sur Change.org pour demander la poursuite de l'officier impliqué dans la fusillade de John Crawford.

## Réaction des médias
L'incident a fait l'objet d'une couverture locale et internationale,,, en partie en raison de la date à laquelle il s'est produit. L'affaire Michael Brown qui a eu lieu à Ferguson dans le Missouri et les manifestations et troubles qui ont suivi et ont attiré l'attention du public sont alors très récents, de même que la mort d'Eric Garner à Staten Island, dans l'État de New York, et la fusillade de Tamir Rice à Cleveland,,.
L'Ohio est un État « à portage ouvert », c'est-à-dire dans lequel le port ouvert d'armes à feu est légal avec ou sans permis. Ce contexte a suscité une discussion sur le contrôle des armes à feu aux États-Unis en relation avec les questions raciales.
Le mouvement Black Lives Matter a protesté contre la mort de Crawford,.

## Voir également
- Swatting - l'envoi d'équipes d'intervention d'urgence sur la base de faux rapports selon lesquels un incident critique persiste